# Volksberg
Volksberg là một xã thuộc tỉnh Bas-Rhin trong vùng Grand Est đông bắc Pháp.
The village is part of the Northern Vosges Regional Nature Park Lưu trữ ngày 7 tháng 2 năm 2010 tại Wayback Machine.